# Brasiliscincus heathi
Brasiliscincus heathi (бразильська мабуя) — вид сцинкоподібних ящірок родини сцинкових (Scincidae). Ендемік Бразилії.

## Поширення і екологія
Бразильські мабуї мешкають на північному сході Бразилії. Вони живуть в сухих саванах і чагарникових заростях каатинги. Живляться кониками та личинками комах. Відкладають яйця.